# Kajetanówka (powiat lubelski)
Kajetanówka – wieś w Polsce położona w województwie lubelskim, w powiecie lubelskim, w gminie Strzyżewice. Leży przy drodze wojewódzkiej nr 834.
W latach 1975–1998 miejscowość należała administracyjnie do województwa lubelskiego.
Wieś stanowi sołectwo gminy Strzyżewice. Według Narodowego Spisu Powszechnego z roku 2011 wieś liczyła 163 mieszkańców.
Wierni Kościoła rzymskokatolickiego należą do parafii Najświętszej Maryi Panny Królowej Polski w Bystrzycy Starej.

## Etymologia
Wieś przyjęła swoją nazwę od imienia założyciela Kajetana Koźmiana, który z części wykarczowanego lasu w dobrach Strzyżewice założył folwark nazywany Kajetanówką.

## Historia
W czasie okupacji niemieckiej mieszkająca we wsi rodzina Niezgodów udzieliła pomocy Żydowi Lejzorowi Zandbergowi. W 1992 roku Instytut Jad Waszem podjął decyzję o przyznaniu Anieli i Józefowi Niezgoda tytułu Sprawiedliwych wśród Narodów Świata.